# Ait Baha
Ait Baha ou Aït Baha (em árabe: آيت باها; em tifinague: ⴰⵢⵜ ⴱⴰⵀⴰ) é uma vila e município do sudoeste de Marrocos, situada nas montanhas do Antiatlas, a cerca de 70 km a sudeste de Agadir por estrada. Faz parte da província de Chtouka Ait Baha e da região de Souss-Massa-Draâ. Em 2004 tinha 4 767 habitantes.
Uma das três fábricas de cimento da empresa Ciments du Maroc, da multinacional italiana Italcementi, está localizada em Ait Baha. No início de 2011 entrou em funcionamento uma nova fábrica, com capacidade para produzir 2 milhões de toneladas de cimento anualmente, e que representa um investimento de 280 milhões de euros.